# Yves Grafenhorst
Yves Grafenhorst (ur. 15 marca 1984 w Staßfurcie) – niemiecki piłkarz ręczny, reprezentant kraju, grający na pozycji lewoskrzydłowego. Obecnie występuje w Bundeslidze, w drużynie SC Magdeburg.

## Sukcesy
- mistrzostwo Niemiec  (2001)
- Liga Mistrzów  (2002)
- puchar EHF  (2007)